# Praktica LTL 3

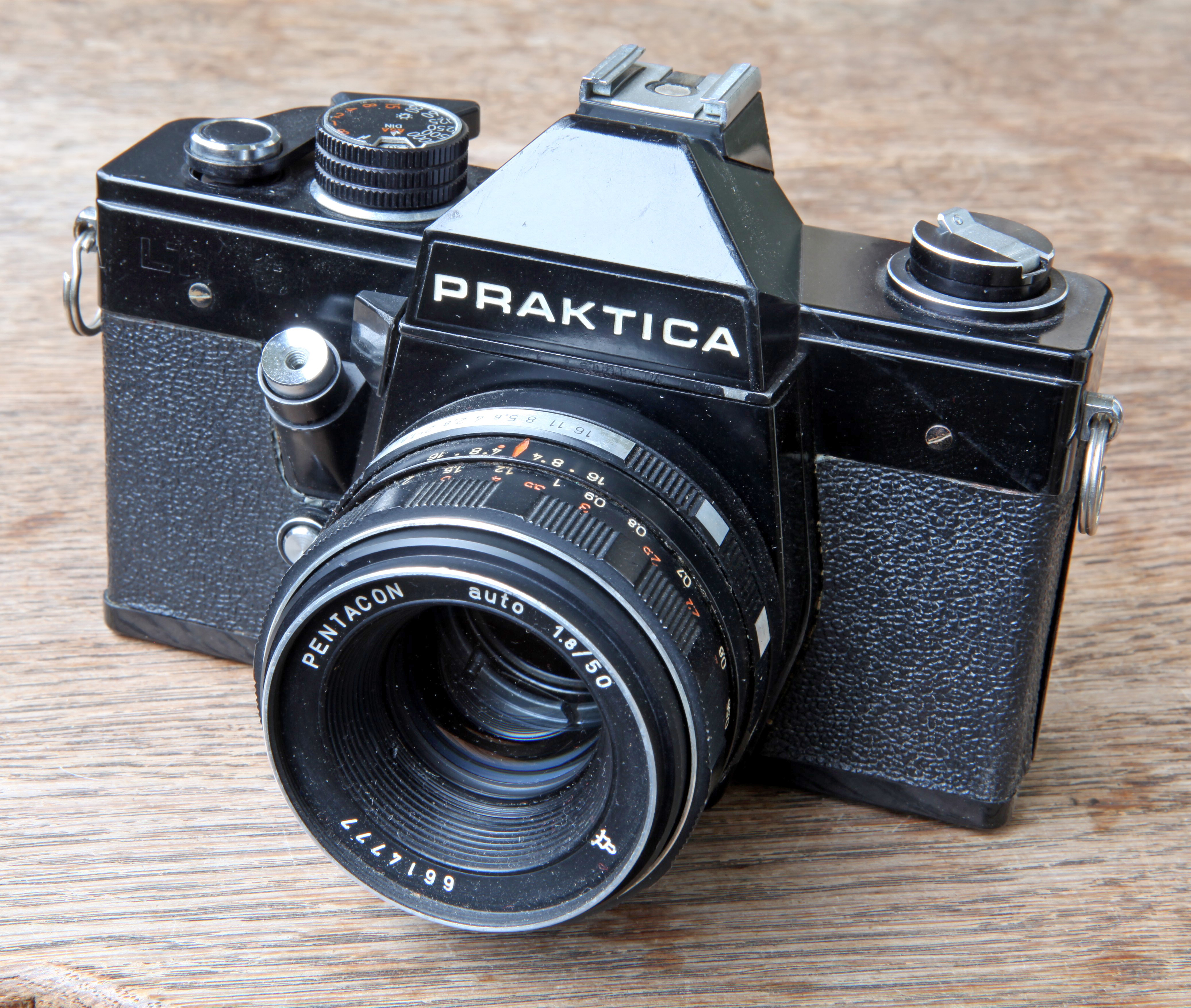
Praktica LTL 3

Praktica LTL 3-lustrzanka jednoobiektywowa produkcji kombinatu Pentacon. Wytwarzana była w latach 1975-1978, jako następca modelu LTL. 

## Specyfikacja
- Metalowa migawka szczelinowa o przebiegu pionowym i dostępnych czasach otwarcia od 1/1000 sekundy, do pełnej sekundy.
- Mocowanie obiektywów, za pomocą gwintu M42.
- Synchronizacja lamp błyskowych, przy czasie otwarcia migawki 1/125 sekundy.
- Samozerujący, po otwarciu tylnej klapki, licznik klatek.
- Pomiar światła przez obiektyw (TTL, dostępny przy przysłonięciu obiektywu do wartości roboczej. Wskazania światłomierza, odczytywane za pomocą wskazówki, odchylającej się, w zależności czy zdjęcie będzie prześwietlone (ruch ku górze), niedoświetlone (przesunięcie w dół), czy o właściwej ekspozycji (wycentrowany wskaźnik).
- Mechaniczny samowyzwalacz.
- Pryzmat pentagonalny, z mikrorastrem i soczewką Fresnela.
- Możliwość wpięcia wężyka spustowego.